# Bone Thugs-N-Harmony
Bone Thugs-N-Harmony är en amerikansk rapgrupp från Cleveland i Ohio. Bone Thugs-N-Harmony har sålt 50 miljoner album över hela världen. De har också vunnit många priser, inklusive en Grammy för Best Rap Performance för sin låt Tha Crossroads. De är kända för att rappa mycket snabbt med grymt flow och även ha med mycket song (Harmony). De är även den enda levande gruppen som har gjort musik med Eazy-E, 2Pac och The Notorious B.I.G. Några av deras stora hits är Tha Crossroads, Thuggish Ruggish Bone och 1st Of Tha Month och många fler. 
Den 14 april 2011 lämnade Krayzie Bone Bone Thugs-N-Harmony.
- Krayzie Bone (Anthony Henderson)
- Layzie Bone (Steven Howse)
- Wish Bone (Charles Scruggs)
- Flesh-N-Bone (Stanley Howse) (blev frigiven 2008)
- Bizzy Bone (Bryon McCane)

## Diskografi

### Studioalbum
- 1993 – Faces of Death
- 1994 – Creepin on ah Come Up
- 1995 – E. 1999 Eternal
- 1997 – The Art of War
- 2000 – BTNHResurrection
- 2002 – Thug World Order
- 2004 – The Greatest Hits (Bone Thugs-N-Harmony)
- 2006 – Thug Stories
- 2007 – Strength & Loyalty
- 2007 – T.H.U.G.S.
- 2010 – Uni-5: The World's Enemy